# Alan Phan
Alan Phan, tên thật là Phan Việt Ái (7 tháng 8 năm 1945 – 19 tháng 10 năm 2015), là một nhà kinh doanh, giảng viên thỉnh giảng, nhà báo và viết sách báo.

## Tiểu sử và sự nghiệp
Gia đình của Alan Phan có cha từ Quảng Trị, mẹ là người Miền Bắc (Việt Nam), nhưng ông sinh ra và lớn lên tại Bình Dương, Sài Gòn.
Được sinh ra trong một gia đình trung lưu, học ở trường Petrus Ký, được học bổng USAID và sang Mỹ học chuyên ngành Môi trường năm 1963.
Năm 1968, trở về nước và giảng dạy tại Cao đẳng Phú Thọ (nay là Trường Đại học Bách khoa, Đại học Quốc gia Thành phố Hồ Chí Minh).
Năm 1969, làm việc bán thời gian cho tập đoàn Eisenberg và sau đó kinh doanh riêng với các công ty Dona Foods, Foremost Dairies (Vinamilk ngày nay), Mekong Car... Tổng nhân viên lên đến 18,000. Là một doanh nhân nổi danh ở miền Nam Việt Nam.
Năm 1975, ông trở lại Mỹ bắt đầu lại cuộc đời mới sau sự kiện 30 tháng 4 năm 1975.
Là nhà kinh doanh, ông bôn ba rất nhiều nước để làm ăn, trong đó Hoa Kỳ và Trung Quốc là hai nước dành đến 42 năm. Ông tự ví mình như Fukuzawa Yukichi của Việt Nam, với mục đích khai phóng tư duy lệ thuộc. Độc lập, tự do làm ăn bằng chính sức lực của cá nhân, doanh nghiệp hay quốc gia, ủng hộ tiêu chí "dân giàu, nước mạnh".
Là người Việt đầu tiên đưa công ty Harcourt niêm yết trên thị trường chứng khoán Mỹ năm 1987 và thị giá đạt 700 triệu USD năm 1999.
Tuy vậy, ông được công chúng biết đến nhiều hơn qua trang blog Góc nhìn Alan với các bài bình luận, phân tích về kinh tế, xã hội Việt Nam. Ông được đánh giá là một chuyên gia với những góc nhìn thẳng thắn, sắc sảo về thực tế và dự đoán tình hình kinh tế Việt Nam.
Trong một cuốn sách năm 2011, ông cho biết "thường xuyên về Việt Nam" từ 2007 sau 42 năm làm ăn ở Trung Quốc và Mỹ. "Tôi muốn tìm một điều gì đó khác hơn và hy vọng Việt Nam sẽ là một 'quê hương thực sự' cho phần đời còn lại của mình."

## Tác phẩm
Ngoài kinh doanh, ông là giáo viên, dịch giả, bình luận viên cho nhiều tờ báo lớn ở VN cũng như ở Mỹ, tác giả của 11 quyển sách tiếng Anh và tiếng Việt:
- Bốn mươi hai năm làm ăn ở Mỹ và Trung Quốc
- Không Có Bữa Ăn Nào Miễn Phí
- Góc Nhìn Alan: Kinh Tế
- Một Tư Duy Khác Về Kinh Tế Và Xã Hội Việt Nam
- Niêm yết sàn Mỹ
- Đừng hoang tưởng về biển lớn
- Quê hương những đêm chờ sáng
- Ngoài vòng phủ sóng
- Góc nhìn Alan dành tặng doanh nhân Việt trong thế trận toàn cầu
- Bí mật Phan Thiên Ân
- Góc nhìn Alan những bài chưa xuất bản
- Bộ sách Di sản Alan Phan (Góc nhìn Alan về kinh tế, về xã hội, niêm yết sàn Mỹ và 42 năm làm ăn tại Mỹ và Trung Quốc)

## Hoạt động từ thiện
Chương trình "20 triệu máy tính bảng cho trẻ em Việt  Nam",  "Tiếp lửa cho doanh nghiệp Việt".

## Câu nói nổi tiếng
"Khi tôi trở về, tôi hoàn toàn không có ảo tưởng hay tham vọng gì về tiền bạc hay quyền lực hay sự  nghiệp. Tôi cũng chắc chắn là mình sẽ không thay đổi được điều gì, tốt hay xấu, cho đất nước. Tôi chỉ có cảm giác là mình "thuộc về đây", mình về để chia sẻ với bạn bè, gia đình, các người trẻ khác những khó khăn, đắng cay, tủi nhục và đau thương của những người đã "sinh nhầm thế hệ".
"Cơn sóng thần 1975 cuốn trôi tất cả và tôi quay lại Mỹ với hai bàn tay trắng. Trong khi vợ khóc sướt mướt vì mất mát, tôi vẫn hưng phấn và lạc quan. Trong tôi, không một chút oán hận hay giận dữ, không trách móc ai hay đổ lỗi cho số phận xui xẻo. Bởi vì tôi hiểu là dù thực tại có bê bết. Alan vẫn là Alan".

## Nhận xét
Trần Sỹ Chương, chuyên gia kinh tế:
"Một con người uyên bác, đã sống ba đời trong một đời người. Sau một thời gian dài "lưu lạc giang hồ", anh cũng như phần lớn Việt kiều chúng tôi đều muốn truyền lại kinh nghiệm và kiến thức sống, kinh doanh cho thế hệ trẻ. Đây là một việc làm có ý nghĩa lớn, giúp anh Alan phấn khởi, lạc quan hơn – có lẽ anh đã tìm được lẽ sống ở Việt Nam. Bằng kiến thức bao quát, toàn thể,  trải nghiệm đa dạng kèm cách nói dí dỏm, không sợ vạch áo cho người khác thấy lưng mình đầy thẹo, anh đang làm rất tốt việc chia sẻ - với doanh nhân lẫn cho các bạn trẻ. Tôi rất ngưỡng mộ những điều anh làm."
Nguyễn Văn Đực,  doanh nhân:
"Tôi là lứa học trò đầu tiên của thầy Phan Viết Ái năm 1972 tại trung tâm kỹ thuật Phú Thọ nay là đại học Bách khoa Sài Gòn. Sau này thầy dạy nhiều nơi nhiều nước không dạy ở Việt Nam, nhưng nhiều người vẫn là "học trò" của thầy khi đọc báo đọc sách nghe diễn thuyết và nhất là vào "Góc nhìn Alan" độc đáo. Với kiến thức uyên bác – tầm nhìn xa rộng – dự báo chính xác – giải pháp hữu hiệu, tất cả được "truyền lửa" bằng văn phỏng dí dỏm hài hước nhưng cay độc nhân hậu, như con dao nhọn mổ dứt khoát cứu người như tấm bông cồn gây xót xa để tiệt trùng."

## Qua đời
Gia đình TS. Alan Phan vừa thông báo về cái chết của ông: "Chúng tôi rất đau đớn loan báo để quý vị cùng biết là chồng và trưởng nam của gia đình chúng tôi, Ái, Alan Phan đã được đưa vào cấp cứu tại Bệnh viện Fountain Valley tối thứ Ba ngày 14 tháng 10 trong tình trạng hôn mê. Dù đã được cứu chữa, Ái vẫn không tỉnh lại và bác sĩ cho biết không có hy vọng hồi sinh nên gia đình Ái (vợ Melissa và hai con) đã chấp nhận rút ống dưỡng khí vào ngày thứ hai 19 tháng 10. Theo quy định của nhà thương, ICU chỉ cho vợ con được vào.
Vì vậy, sau đó, khi Ái (Alan) được đưa về nhà quàn, gia đình chúng tôi sẽ xin thông báo sau để quý vị đến viếng lần cuối".